# Ward Cunningham
Ward Cunningham (født 26. maj 1949) er programmør og skabte i 1994 wikikonceptet. Han har sammen med svenskeren Bo Leuf skrevet bogen The Wiki Way: Quick collaboration on the Web. Ward bor i Beaverton uden for Portland, Oregon i USA og arbejder i dag med design patterns
og Extreme Programming.